# Hassan Wasswa
Hassan Wasswa Mawanda (ur. 14 lutego 1988 w Kampali) – ugandyjski piłkarz występujący na pozycji defensywnego pomocnika w reprezentacji Ugandy.